# Městec (Nahořany)
Městec (německy Miestetz) je malá vesnice, část obce Nahořany v okrese Náchod. Nachází se asi 2 km na západ od Nahořan. Prochází zde silnice II/285 a silnice II/304. V roce 2009 zde bylo evidováno 17 adres. V roce 2001 zde trvale žilo 33 obyvatel.
Městec leží v katastrálním území Městec u Nahořan o rozloze 2,37 km2.